# Social rörlighet

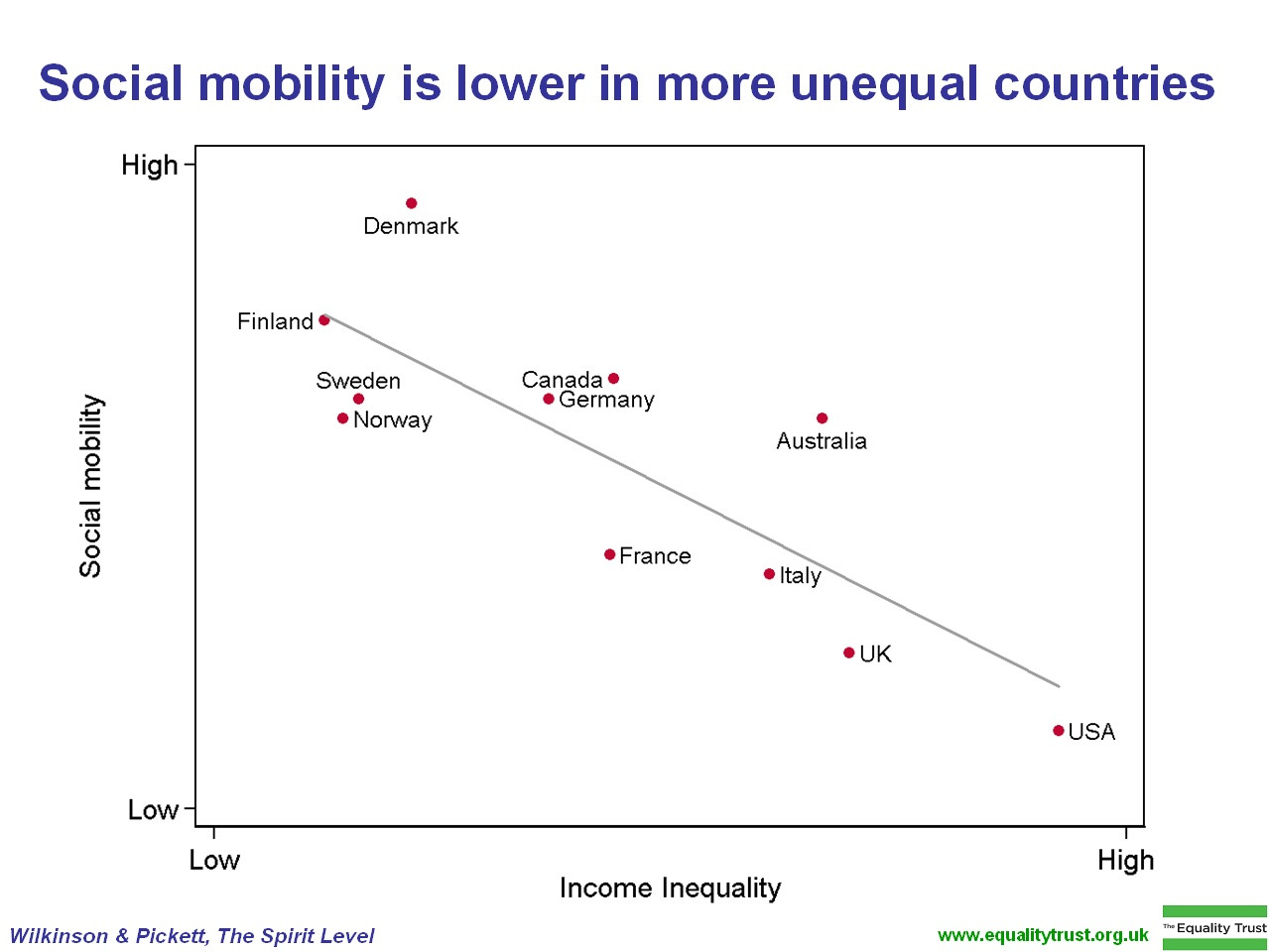

Jämförelse av social orörlighet för ett urval av länder (andel barn från fattiga familjer som växer upp till fattiga vuxna)

Social rörlighet avser individers och familjers byten mellan sociala skiktningar i ett samhälle. Under industrialismen menades med social rörlighet ofta byte av samhällsklass och det man benämnde det som en klassresa. Strävan efter social rörlighet har kommit att utvecklas till ett överordnat rättviseideal som rentav likställer rörligheten med begrepp som jämlikhet och social rättvisa.
Social rörlighet brukar ofta avse rörligheten från uppväxtfamiljens position till den i vuxen ålder. Men även förändring av yrke eller ställning i yrkeslivet kan medföra en förändring av sociala relationer och social status.  Social rörlighet kan avse en vertikal rörlighet vilket innebär att en individ byter socialgrupp i ett samhälle och den sociala statusen ändras.  Social rörelse kan också ske som en horisontell rörlighet, då yrkesbyte, byte av bostadsort eller partnerbyte kan medföra förändringar av sociala relationer men inte behöver betyda förändring av ens sociala status.
Sociala förflyttningar sker på grund av det dynamiska samspelet mellan produktkrafter och produktionsförhållanden, demografiska förändringar mellan klasserna och sektioner samt omfördelningen av talang och kompetens inom varje generation.[källa behövs]

## Historik
I en del historiska och i några moderna samhällen var/är möjligheten till social rörlighet mycket begränsad. I dessa samhällen bestäms social status av juridiska eller religiösa system. I det hinduistiska kastsystemet, det feodala systemet i medeltidens Europa eller slaveriet finns det liten eller ingen möjlighet att förflytta sig uppför eller nedför de sociala stegen. I de flesta av dagens samhällen kan man röra sig upp eller ned under sin livstid, intragenerationell rörlighet. Här sker en förändring i den sociala situationen för en person genom utbildning, genom byte av bostadsort och val av partner. Barnen kan även röra sig uppåt eller nedåt relativt sina föräldrar, intergenerell rörlighet. 
Före industrialismen användes i Sverige begreppet i ståndscirkulation beskrivet i böcker av Torsten Rudenschöld 1845 och 1846.

## Mätning av social rörlighet
En komplett mätning av samhällets sociala rörelser är komplicerad och kräver studier som följer ett antal personer över en längre tid för att se var de kommer ifrån och var de slutar. Ett mer effektivt sätt för att någorlunda kunna mäta den sociala rörelsen i det moderna samhället är att man använder sig av ”inkomströrlighet”. Man studerar då istället människornas inkomst, hur den förändras under livets gång och i jämförelse med ens föräldrar. För att mätningen ska bli så exakt som möjligt måste den studeras under minst 30 år. När det sedan finns inkomstuppgifter för både föräldrar och barn kan den sociala rörligheten mätas som korrelationer mellan de två. När vi talar om lika möjligheter menar vi den chans alla har till social rörlighet, att någon genom utifrån sina personliga egenskaper eller hårt arbete kan uppnå en bättre ekonomisk och social position för sig själv och sin familj. 
Standardmetoden i nationalekonomi är att skatta en regressionsmodell där barnens arbetsinkomster relateras till föräldrarnas, samtidigt som man konstanthåller för ålder och kön. Den sociala rörligheten i Sverige blir då cirka 0,25 vilket betyder att ett barn vars föräldrar har 4 procent högre arbetsinkomst i genomsnitt kommer ha 1 procent högre arbetsinkomst. Det är dock inte bara föräldrarna som är intressanta. Forskning under de senare åren har tagit hänsyn till inte bara far- och morföräldrars inkomster och utbildning utan samband i tre och fyra generationer. Studier visar att inkomst och utbildning i hög grad går i arv många generationer bakåt. När vi räknar med den utvidgade familjen, det vill säga även räknar in utbildning, yrke och inkomst hos till exempel svågrar, svägerskor och kusiner, minskar den sociala rörligheten i Sverige och styrkan i överföringen mellan generationer i Sverige skattas till 0,55. Det betyder att om vi tar hänsyn till individernas hela familje- och släktbakgrund går utjämningen långsammare än vad vi trott tidigare.

## Påverkande faktorer
Mått på social rörlighet kan anges som andelen i en befolkning som förändrat sin sociala status. Andelen socialt rörliga individer i en befolkning kan variera påtagligt, beroende på hur snabbt samhällsstrukturen förändras.
I allmänhet ser man utbildningen som den största drivkraften inom den social rörligheten, det är oftast via den vi kan förflytta oss mellan olika samhällsklasser.  De länder som har högst social rörlighet har även offentligt finansierade utbildningar.[källa behövs]  Om man har mycket stora ekonomiska klyftor i ett samhälle blir det till hinder för den sociala rörelsen.  Större skillnader i materiella tillgångar gör statusskillnader viktigare och i mer ojämlika samhällen blir fördomarna mot dem som står längre ner på samhällsmålen med nödvändigheten starkare, detta gör även att det blir mindre utrymme för den sociala rörligheten.